# Cyrtosia flavorufa
Cyrtosia flavorufa är en tvåvingeart som beskrevs av Gabriel Strobl 1909. Cyrtosia flavorufa ingår i släktet Cyrtosia och familjen svävflugor.
Artens utbredningsområde är Spanien. Inga underarter finns listade i Catalogue of Life.